# Красильщиковы
Красильщиковы — купеческий род, происходящий из села Родники Ивановской области.

## Происхождение фамилии
Основателем династии считается Григорий Красильщиков, экономический крестьянин из села Родники Костромской губернии, который в начале XIX века организовал красильное производство. Прозвище «Красильщик», полученное им благодаря этому занятию, закрепилось за всем его потомством как фамилия. Село Родники в 1764 году, в результате реформы Екатерины II, было переведено из владения духовенства в категорию государственных (экономических) поселений.

## Известные представители
Общее восстановление хозяйства Российской империи после Отечественной войны 1812 года способствовало развитию дела Красильщиковых. К 1820 году на их предприятии работало 20 ткацких станков, а также была учреждена контора для раздачи пряжи для надомной работы. В семейном деле участвовали сыновья Григория — Иван Григорьевич и Михаил Григорьевич. Другие братья, по-видимому, не проявили интереса к занятию.

### Линия Михаила Григорьевича
Михаил Григорьевич Красильщиков стал купцом 1-й гильдии. Его предприятие, которое он возглавлял вместе с сыном Антоном Михайловичем (1810—1867), было преобразовано в мануфактуру, впоследствии ставшую Товариществом «Анна Красильщикова с сыновьями». В конце жизни Антона Михайловича, в период промышленного кризиса, положение дел на фабрике значительно осложнилось. Преодолеть трудности удалось благодаря его невестке Анне Михайловне (Хониной), дочери мелкого фабриканта из соседней деревни, которая взяла руководство фабрикой после смерти мужа в 1875 году. Помощь ей оказывал её родной брат Парфений Хонин.
Дело Анны Михайловны унаследовал её самый младший сын Николай Михайлович Красильщиков (1863—1920). Он придал предприятию новый, современный характер, установив механическое ткачество. К 1914 году мануфактура насчитывала 3009 ткацких станков, на которых работали 8200 рабочих, а годовое производство достигало 16 миллионов рублей. Николай Михайлович Красильщиков активно занимался общественной деятельностью: был членом московского Биржевого общества, а в 1911 году стал потомственным дворянином Костромской губернии.
В 1888 году Николай Михайлович женился на 16-летней купеческой дочери Елизавете Алексеевне Друженковой (1879—1959). Их бракосочетание состоялось 9 ноября 1894 года в Москве в Александровской церкви. У них родилось четверо детей: сыновья Николай, Юрий, Антон и дочь Анна. Семья владела домом в Москве на Моховой улице (по нынешней нумерации дом 6).

### Линия Ивана Григорьевича
Иван Григорьевич Красильщиков после раздела отцовского дела возглавил собственное предприятие, где его компаньоном был сын Михаил Иванович (1801—1855). Предприятие, специализировавшееся на красильно-кубовом производстве, в дальнейшем было расширено Михаилом Ивановичем и перешло к его сыну Михаилу Ивановичу (1855—1876), который положил начало механическому ткачеству, крашению и отделке тканей. Им торговля расширена в Малороссию и в Москву. После смерти Михаила Ивановича (1876) руководительницей фабрики и всего дела становится его вдова Елена Ивановна. После смерти старшего сына Елены Ивановны, Василия Михайловича (1890), фабрикой руководит дочь Ольга Михайловна Щербакова, которая в 1910 году совместно с матерью и зятем Александром Ивановичем Кокоревым организовала паевое товарищество. В 1914 году на предприятии работало 500 рабочих, насчитывалось 263 станка, имелся красильно-отделочный цех, а годовая выработка различных тканей достигала около миллиона рублей.

## Общественная и просветительская деятельность
Семья Красильщиковых активно участвовала в развитии социальной инфраструктуры в своих владениях в селе Родники. В конце XIX века большая часть рабочих мануфактуры была неграмотна (в 1885 году грамотных было всего 5%). Для преодоления неграмотности в 1889 году при фабрике было открыто начальное училище на 70 учащихся при 2 учителях. В последующие годы число учителей и учащихся росло: через 10 лет (в 1899 году) 6 учителей обучали 180 детей, а через 20 лет (в 1909 году) обучение проходили 430 детей при 12 учителях. Товарищество также построило 6 начальных училищ в ближайших селениях на свои средства. К 1913 году число неграмотных мужчин на фабриках снизилось до 17 %, а женщин — до 47,3 %.
В 1903 году в Родниках был устроен народный дом с чайной на 400 человек, библиотекой-читальней и коллекцией картин. Также там располагался склад-выставка сельскохозяйственных орудий, семян и наглядных пособий по сельскому хозяйству. Народный дом стал центром просветительской работы, местом собраний различных общественных организаций, включая общества потребителей, пчеловодства, благотворительное общество, кредитное общество, а также кружок любителей драматического искусства и церковный хор. Работал постоянный кинематограф. Заведовал культурно-просветительными учреждениями Василий Александрович Халезов. В 1903 году местная интеллигенция при помощи Товарищества организовала общеобразовательные и технические курсы для рабочих.

## Вклад в музейные коллекции
Семья Красильщиковых активно участвовала в благотворительной деятельности, в том числе в финансировании строительства Романовского музея в Костроме. В списке основных жертвователей на строительство музея упомянуто Товарищество мануфактур Анны Красильщиковой, пожертвовавшее 5000 рублей.

## Потомки-учёные
Из купеческих родов Красильщиковых и Халезовых вышли известные советские учёные-механики: П. П. Красильщиков (ЦАГИ), Е. А. Красильщикова, А. П. Красильщиков и Д. В. Халезов

## Здания и сооружения
- Дом жилой Красильщиковых (Родники)[1]
- «Зелёный магазин» (Родники)[1]
- Комплекс зданий фабрики Красильщиковых (Родники)[1]
- Дом на ул. Моховой № 6 (Москва)[5]